# Провулок Генерала Жуковського (Житомир)
Провулок Генерала Жуковського  — провулок в Богунському районі Житомира. Названий на честь українського державного та військового діяча, військового міністра УНР Олександра Жуковського.

## Розташування
З'єднує вулиці Митрополита Андрея Шептицького та Зелену. Перетинається з провулками 2-м Зеленим та Миколи Капустянського.
Довжина провулка — 250 метрів.

## Історія
До 19 лютого 2016 року називався 1-й Червоноармійський провулок. Відповідно до розпорядження Житомирського міського голови від 19 лютого 2016 року № 112 «Про перейменування топонімічних об'єктів та демонтаж пам'ятних знаків у м. Житомирі», перейменований на провулок Генерала Жуковського.